# Merry Nightmare
Merry Nightmare (jap. 夢喰いメリー, Yumekui Merī, dt. „Traumfresser Merry“) ist ein Manga von Yoshitaka Ushiki, der seit März 2008 im Magazin Manga Time Kirara Forward veröffentlicht wird. Er handelt von dem Oberschüler Yumeji Fujiwara, der die Fähigkeit besitzt, die Träume anderer Personen vorherzusagen, und dadurch mit Merry Nightmare in Kontakt kommt, die als Traumdämon in Gestalt eines jungen Mädchens in der Welt der Realität gefangen ist und nach einem Rückweg in die Traumwelt sucht.
Im Jahr 2011 wurde der Manga als gleichnamige Anime-Fernsehserie adaptiert, die von J.C.Staff unter der Regie von Shigeyasu Yamauchi entstand. Seit 2015 erscheint der Manga auch auf Deutsch.

## Handlung
Der Oberschüler Yumeji Fujiwara (藤原 夢路, Fujiwara Yumeji) besitzt die Fähigkeit, die Art der Träume anderer Menschen vorherzusagen. Dabei ist er allerdings nicht immer ganz korrekt, kann aber definitiv an der sie umgebenden Farbgebung feststellen, ob sie einen Albtraum haben werden. Ihn selbst verfolgt seit einer gewissen Zeit ein sich stets wiederholender Alptraum, in dem er innerhalb einer heruntergekommenen Fantasiewelt von Katzen gejagt wird. Als er eines Tages von der Schule nach Hause geht, kollidiert er mit der von einem Baum auf ihn fallenden Merry Nightmare (メリー・ナイトメア), die dabei ihren Hut verliert. Kurz danach ist Yumeji wieder in dieser Traumwelt. Wie sich schnell herausstellt, sind die Katzen die Gefolgsleute von John Doe (ジョン・ドゥ), der sich als Traumdämon (夢魔, muma) zu erkennen gibt. Er verleiht sich selbst den Titel Chaser (チェイサー, dt. „Verfolger“) und gibt an, ein großes Interesse an Yumeji zu besitzen, um mit Hilfe seines Körpers die reale Welt betreten zu können und greift ihn an. Gerettet wird er von Merry, die auf der Suche nach ihrem Hut war. Diese, selbst ein Traumdämon, jedoch mit der Besonderheit, keinen menschlichen Wirt besitzen zu müssen, um in der Realität leben zu können, jagt andere Traumdämonen, damit diese sie wieder in ihre Heimat die Traumwelt mit zurücknehmen. Yumeji bietet Merry seine Hilfe an, andere Menschen die Alpträume haben werden, aufzuspüren, wobei er ihr den Namen Yumekui gibt, da sie wie der Baku Albträume beseitigt. Später erzählt ihm John Doe, der auf die Frage, ob er Freund oder Feind ist, sich als „Verbündeter der Wahrheit“ bezeichnet, dass ein mächtiger Traumdämon namens Pharos Hercules andere Traumdämonen dazu verleitet, Menschen mit oder gegen deren Willen in Besitz zu nehmen.

## Entstehung und Veröffentlichungen
Der Manga Yumekui Merry wird von Yoshitaka Ushiki sowohl geschrieben als auch gezeichnet. Er erschien ab 24. März 2008 im Magazin Manga Time Kirara Forward, das von Hōbunsha herausgegeben wird. Die Serie wurde am 24. November 2020 abgeschlossen. Sie wurde auch gesammelt in 24 Bänden als Tankōbon veröffentlicht.
1. ISBN 978-4-8322-7748-9, 27. Oktober 2008
2. ISBN 978-4-8322-7804-2, 12. Mai 2009
3. ISBN 978-4-8322-7856-1, 11. November 2009
4. ISBN 978-4-8322-7903-2, 13. April 2010
5. ISBN 978-4-8322-7968-1, 11. Dezember 2010
6. ISBN 978-4-8322-7988-9, 27. Februar 2011
7. ISBN 978-4-8322-4051-3, 11. August 2011
8. ISBN 978-4-8322-4136-7, 12. April 2012
9. ISBN 978-4-8322-4202-9, 12. Oktober 2012
10. ISBN 978-4-8322-4308-8, 12. Juni 2013
11. ISBN 978-4-8322-4367-5, 12. November 2013
12. ISBN 978-4-8322-4439-9, 12. Mai 2014
13. ISBN 978-4-8322-4514-3, 10. Januar 2015
14. ISBN 978-4-8322-4568-6, 12. Mai 2015
15. ISBN 978-4-8322-4662-1, 12. Februar 2016
16. ISBN 978-4-8322-4717-8, 12. Juli 2016
17. ISBN 978-4-8322-4791-8, 12. Januar 2017
18. ISBN 978-4-8322-4881-6, 12. Oktober 2017
19. ISBN 978-4-8322-4926-4, 12. März 2018
20. ISBN 978-4-8322-4976-9, 12. September 2018
21. ISBN 978-4-8322-7093-0, 11. Mai 2019
22. ISBN 978-4-8322-7133-3, 12. November 2019
23. ISBN 978-4-8322-7195-1, 12. Juni 2020
24. ISBN 978-4-8322-7233-0, 11. Dezember 2020

Tokyopop veröffentlichte den Manga von Dezember 2015 bis Oktober 2022 auf Deutsch mit allen 24 Bänden:
1. ISBN 978-3-8420-1962-1, Dezember 2015
2. ISBN 978-3-8420-1963-8, Februar 2016
3. ISBN 978-3-8420-1964-5, April 2016
4. ISBN 978-3-8420-1965-2, Juni 2016
5. ISBN 978-3-8420-1966-9, August 2016
6. ISBN 978-3-8420-1967-6, Oktober 2016
7. ISBN 978-3-8420-1968-3, Dezember 2016
8. ISBN 978-3-8420-1969-0, März 2017
9. ISBN 978-3-8420-1970-6, April 2017
10. ISBN 978-3-8420-1971-3, Juni 2017
11. ISBN 978-3-8420-1972-0, August 2017
12. ISBN 978-3-8420-1973-7, Oktober 2017
13. ISBN 978-3-8420-1974-4, Dezember 2017
14. ISBN 978-3-8420-2300-0, Februar 2018
15. ISBN 978-3-8420-3534-8, April 2018
16. ISBN 978-3-8420-3535-5, Juni 2018
17. ISBN 978-3-8420-4596-5, September 2018
18. ISBN 978-3-8420-4597-2, Oktober 2018
19. ISBN 978-3-8420-4952-9, Dezember 2018
20. ISBN 978-3-8420-5223-9, April 2019
21. ISBN 978-3-8420-5788-3, Februar 2020
22. ISBN 978-3-8420-6640-3, August 2021
23. ISBN 978-3-8420-7347-0, März 2022
24. ISBN 978-3-8420-7775-1, Oktober 2022

Eine chinesische Fassung wurde von Tong Li Publishing herausgegeben.

## Anime
Aufbauend auf dem Manga entstand eine gleichnamige Verfilmung als Anime-Fernsehserie die von J.C.Staff unter der Regie von Shigeyasu Yamauchi animiert wurde, der auch das Drehbuch schrieb. Die Komposition und das Skript leitete Hideki Shirane. Das auf dem Manga basierende Character Design entwarf Masahiro Fujii. Die künstlerische Leitung übernahmen Kenji Matsumoto und Yuki Yukie, die zugleich auch die Hintergrundgrafiken anfertigten.
Die Serie wurde vom 7. Januar bis 8. Mai 2011 nach Mitternacht, und damit am vorherigen Fernsehtag auf dem japanischen Sender TBS erstausgestrahlt. Zwei Tage später begann ebenfalls die Ausstrahlung auf MBS. Etwa zwei Wochen später begannen die Sender CBC, BS-i und KAB mit der Übertragung.
Der Anime weicht vom Manga ab, in dem er zusätzliche Figuren wie Chizuru Kawakami oder den gegnerischen Traumdämon Mystletainn einführt, die vor allem in der zweiten Hälfte des Anime im Zentrum stehen.

### Synchronisation
| Rolle              | japanischer Sprecher (Seiyū) |
| ------------------ | ---------------------------- |
| Yumeji Fujiwara    | Nobuhiko Okamoto             |
| Merry Nightmare    | Ayane Sakura                 |
| Isana Tachibana    | Ai Kayano                    |
| Engi Three-Piece   | Aya Endō                     |
| John Doe           | Jōji Nakata                  |
| Chizuru Kawakami   | Kana Ueda                    |
| Tachibanas Vater   | Keiji Fujiwara               |
| Ryōta Iijima       | Ken’ichi Suzumura            |
| Saki Kirishima     | Mariya Ise                   |
| Mei Hoshino        | Natsumi Takamori             |
| Takateru Akiyanagi | Shinnosuke Tachibana         |
| Yui Kōnagi         | Tomoko Akiya                 |
| Pharos Hercules    | Kenta Miyake                 |
| Mystletainn        | Sayuri Yahagi                |

### Musik
Im Vorspann der Serie wurde der Titel Daydream Syndrome gespielt, der von Marina Fujiwara interpretiert und von void von IOSYS komponiert wurde. Der Abspann wurde von dem Stück Yume to Kibō to Ashita no Atashi (ユメとキボーとアシタのアタシ) begleitet, das von Ayane Sakura, der Stimme von Merry Nightmare, interpretiert wurde. Als Komponist des Titels wurden ARM und minami von IOSYS benannt. Die Hintergrundmusik der Serie wurde von Keiichi Oku komponiert und arrangiert, der zuvor auch an der Musik von beispielsweise Ojamajo Doremi, Marmalade Boy und Denji Sentai Megaranger beteiligt war.